# Józef Poteraj
Józef Poteraj (ur. 12 stycznia 1934 w Trzaskach, zm. 16 lutego 2017) – polski pisarz, Jaworzniak, autor książek i artykułów o charakterze patriotycznym, nauczyciel szkół średnich. 

## Życiorys
Urodził się jako syn Marcelego Poteraja oraz Heleny z Żochowskich, w rodzinie wielodzietnej. Rodzice poza Józefem mieli jeszcze ośmioro dzieci. Rodzina była patriotyczna i wychowywała dzieci w poszanowaniu tradycyjnych wartości. W czasie nauki w liceum w Ostrołęce brał udział w zorganizowaniu konspiracyjnej organizacji noszącej nazwę Zjednoczonego Stronnictwa Narodowego, za udział w którym został aresztowany w 1952 przez UB. Profil organizacji był antysowiecki. Założenie Zjednoczonego Stronnictwa Narodowego w liceum w Ostrołęce okazało się ubecką prowokacją, której celem była pacyfikacja patriotycznej młodzieży, przeciwnej sowieckiej dominacji. Celem prowokacji było także wymuszenie zeznań przeciwko ks. Stanisławowi Ołdakowskiemu oraz prof. Czesławowi Blochowi. Józef Poteraj mimo ciężkiego śledztwa wytrzymał wszystko i nie dał się złamać. Ks. Ołdakowski i Czesław Bloch pozostali na wolności. Sąd rejonowy w Warszawie skazał Józefa Poteraja na 5 lat więzienia za działalność polityczną. Początkowo przebywał w więzieniu na Rakowieckiej w Warszawie, w tzw. Toledo, a następnie w Progresywnym Więzieniu dla Młodocianych w Jaworznie przeznaczonym dla młodzieży politycznej. W wyniku odwilży politycznej zwolniony z więzienia w 1956. Następnie kontynuował edukację, ukończył studia polonistyczne.
Od 1989 współpracował z Jaworzniakami (miesięcznikiem Związku Młodocianych Więźniów Politycznych lat 1944–1956), tygodnikiem Głos Katolicki, Niedzielą, a także z Wrocławską Gazetą Polską. W swoich pracach podejmował problem patriotyzmu, wartości, a także roli religii w życiu polskiego narodu.

## Wybrane publikacje
- Moje zmagania z UB
- A to moja Polska właśnie
- Wyrok za prawdę

## Artykuły
- ... I coś we mnie pękło[4]
- Zuzela bliska i daleka[5]